# ファミリーアワー
『ファミリーアワー』は、遠藤淑子による日本の漫画。2003年に『Silky』増刊（『Silky Special』、白泉社）にて連載された。全5話。単行本は同社のジェッツコミックスより全1巻。
オムニバス形式をとっており、第1話と第5話（最終話）は読み切り作品『真夏』の登場人物・設定を引き継いでいることから、『真夏』についても本項で取り扱う。

## 真夏
『月刊メロディ』1999年8月号に掲載された読み切り作品。

### あらすじ
両親が離婚し、父親も海外を旅するカメラマンのため兄弟5人だけで生活している藤沢家。高校生の次男・真夏が上級生を妊娠させたという理由で退学させられることになったが、真夏の言動に兄弟たちは悩みを抱えることになってしまう。

### 主な登場人物
藤沢真夏（ふじさわ まなつ）
本作の主人公。名前の由来は季語の「真夏」から。藤沢家の次男として育てられているが、実は良夜たちの父・正造の弟・雄二の息子。雄二の死後、母親に引き取られていたが母親が亡くなったため、7歳の時藤沢家に引き取られてきた。このとき正造が良夜たちの母に相談せずに自分を引き取ることを決めたことが正造の離婚の原因になったのではないかと負い目を感じている。また、母親が自分と入水して心中しようとしたが、自分が逃げ出した（結果、母親のみ死亡）ことについても後悔を感じている。
藤沢良夜（ふじさわ りょうや）
藤沢家の長男。地方公務員。海外を飛び回って不在がちのカメラマンの父親を反面教師に育ったため、手堅く真面目な性格。ただし弟妹には説教として拳を振るうことも。
藤沢花野（ふじさわ はなの）
藤沢家の長女。「真夏」ではOLだったが、「ファミリーアワー」ではリストラされ求職中。弟達から金を巻き上げることもあるちゃっかりした性格。高校時代には陸上部に所属し槍投げの選手だった。「ファミリーアワー」第1話で祖父をお姫様だっこして町内を走ったため、ニューハーフ疑惑が持ち上がった。
藤沢雪間（ふじさわ ゆきま）
藤沢家三男。中学生。良夜や花野と違い、父親のことは嫌っておらず、父親の撮った写真が好き。
藤沢のどか（ふじさわ のどか）
藤沢家の次女（末っ子）。小学生。父親の記憶がほとんどなく、「ファミリーアワー」第5話では父親が死ぬ夢の中で自分だけ泣いていないことにショックを受けていた。
竹村純子（たけむら じゅんこ）
真夏との子供を妊娠したという少女。子供の本当の父親は結婚している男性だった。堕胎したが、子供を死なせてしまったことに心の傷を抱えることになった。

## ファミリーアワー
兄弟や親子といった家族の絆をテーマにした1話完結のオムニバス形式の短編連作シリーズ。『真夏』に登場する藤沢家を主役とした第1話と第5話以外は全て別の家族を主役としている。

### 第1話

#### あらすじ
藤沢家のもとに、一人暮らしの祖父・清が骨折したとの連絡が入る。花野が世話をすることになったが、花野は過去の出来事で祖父に負い目を感じていた。

#### 主な登場人物
藤沢家の兄弟については『真夏』の登場人物の項目を参照
清（せい）
花野たち兄弟の祖父（作中では明言されていないが、父方の祖父と考えられる）。素人俳人。骨折したため回復までの間花野が世話をすることになった。

### 第2話

#### あらすじ
デビューしたばかりの漫画家・直行のもとを、姪のせいらが訪ねてくる。直行の実家の会社が倒産し、ヤミ金融からの借金を抱えた姉夫婦は逃亡中のため、父に勘当された直行のところならせいらを安全に生活させられるだろうと考えた結果だった。事情を理解した直行はせいらを同居させるが、世間知らずのお嬢様ぶりに振り回される。

#### 主な登場人物
松田直行（まつだ なおゆき）
主人公。デビューしたばかりの漫画家。実家は精密機器メーカー「マツダヤデンキ」。
松田せいら（まつだ せいら）
直行の姉夫婦の一人娘。逃亡中の姉夫婦と別れ、直行を頼ってくる。世間知らずのお嬢様だが、両親に心配をかけまいと楽しく暮らしているフリをするなど家族思い。
広野准一（こうの じゅんいち）
直行の友人の犬のトリマー。おネエ言葉で話すがゲイではない。直行やせいらのことをいろいろと気にかける。

### 第3話

#### あらすじ
ホストのカイトは、客として着ていた離婚歴のある女性・弥生が娘の沙月を自慢する姿を見て、家族の良さを感じるようになり結婚することにした。沙月は母親がホストと再婚することに反対して祖父のもとへ行こうとするが、弥生の差し金でカイトとの二人旅になってしまう。やがて、沙月は旅をするうちにカイトの人柄を認める。

#### 主な登場人物
沙月（さつき）
主人公。小学4年生。母が仕事では有能であることを認めつつ、面食いで男運が悪いことについて心配している。
弥生（やよい）
沙月の母。前の夫（沙月の父親）に財産を使われ借金まで残されたが、その後女性社長として成功する一方で一人で沙月を育てる。面食い。
カイト
弥生が再婚相手として沙月に紹介したホスト。

### 第4話

#### あらすじ
両親が離婚しており父親に育てられた高校生・真弓。ショットバーのマスターだと聞かされていた父親の本当の職業が女装パブのママであったことを知り、父との関係に悩むことになる。

#### 主な登場人物
柏原真弓（かしわばら まゆみ）
主人公。両親は離婚しており、父親に育てられる。父親が職業を偽っていたこと、そして本当の職業が女装パブのママだったということにショックを受ける。
柏原（かしわばら）
真弓の父親。女装パブを経営しながら真弓を育て上げる。高校生の時には既に女装の趣味があった。
ユウナ
真弓の父親の高校（男子校）時代からの友人でパブの共同経営者であるニューハーフ。本名・八重樫雄二。真弓の姉がわりのような存在。
羽田（はねだ）
真弓の父親のパブの客。リフォーム会社の専務。「可愛いものが好き」という理由で女装したがっているが、実際に女装したシーンは出てこない。
真弓の母（まゆみのはは）
本名不明。輸入家具の店を経営しており、海外を飛び回っている。離婚の理由は性格の不一致で、女装マニアだったからではないらしい。

### 第5話

#### あらすじ
藤沢家のもとに、父・正造が事故で意識不明の重体との連絡が入る。兄弟はそれぞれ、自分と父親との関係を考え直すことになる。

#### 主な登場人物
藤沢家の兄弟については『真夏』の登場人物の項目を参照
藤沢正造（ふじさわ しょうぞう）
海外を飛び回っているカメラマン。家にはたまにしか帰らないため、良夜や花野は反発し、ケンカをしても仲直りできずに後味の悪い思いをしていた。